# Rue d'Auvours
La rue d'Auvours est une voie de Nantes, en France.

## Situation et accès
Située dans le quartier Hauts-Pavés - Saint-Félix, la rue est bitumée, ouverte à la circulation automobile. Longue de 160 mètres, elle débute place Viarme pour aboutir rue du Bourget dans l'axe de l'entrée principale du cimetière Miséricorde. Au sud, elle rencontre la rue Bergère.

## Origine du nom
en référence au camp militaire d'Auvours situé sur la commune de Champagné, à 12 km à l'est du Mans. Le 10 janvier 1871, le camp fut le théâtre de la bataille du Mans (appelée aussi « bataille d'Auvours ») qui vit une victoire décisive de l'armée prussienne sur l'armée française durant la guerre franco-allemande de 1870,.

## Historique

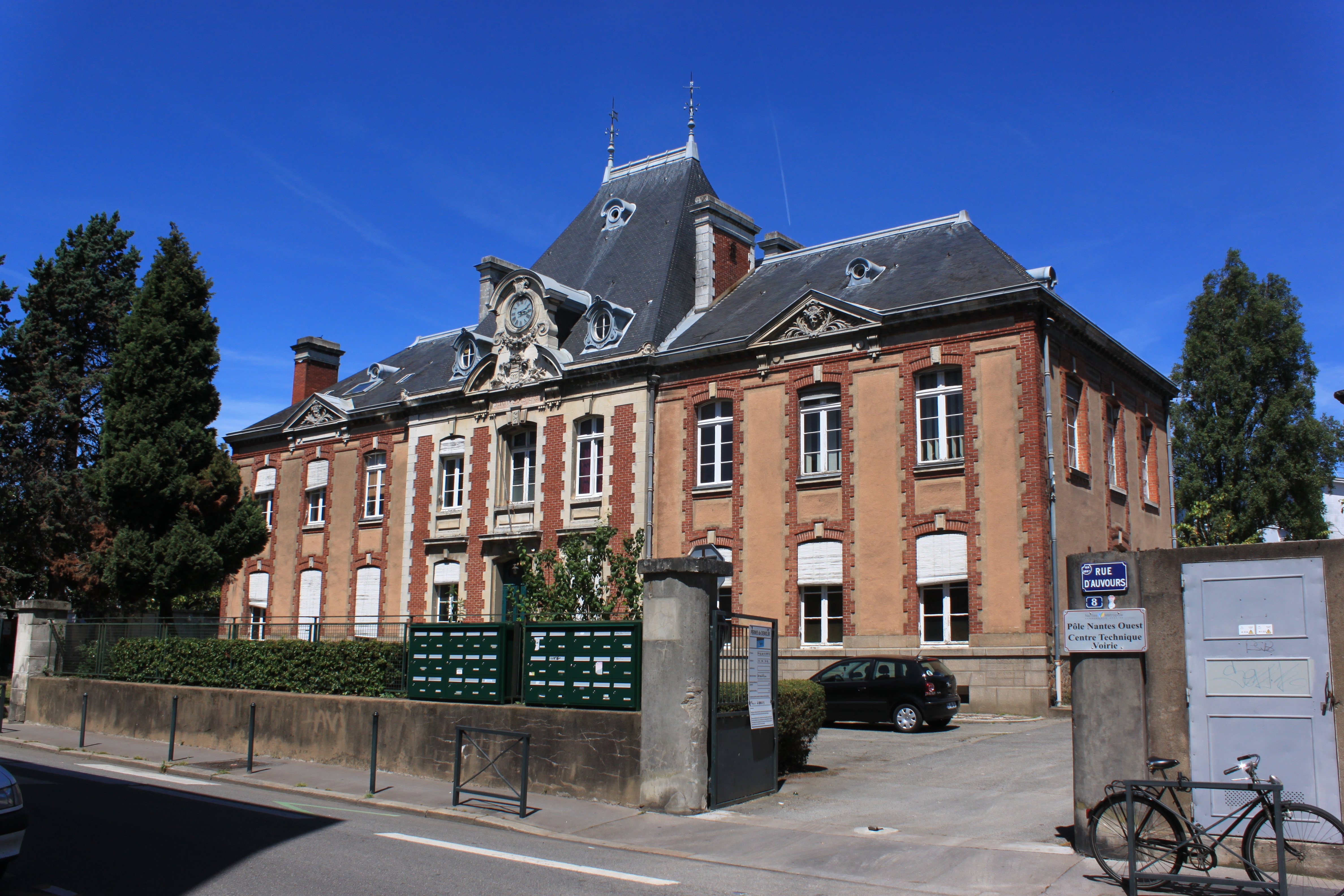
Le « château », ancien siège du service des eaux (2013).

En 1854, la ville de Nantes désire constituer un service de distribution d’eau, en remplacement des puits publics et de l'établissement de filtration situé depuis 1806 près du château des Ducs disposant d'un service de portage d'eau à domicile. Elle négocie donc une concession de 60 ans avec la Compagnie Générale des Eaux (CGE), récemment fondée à Paris, afin que celle-ci y construise des réservoirs et bassins de décantation. Le site de l'actuelle rue d'Auvours est retenu en raison de son altitude qui est de 35 m.
L'année suivante, la CGE débute alors la construction de ses installations sur un terrain de 6 300 m2 acquis par la ville, et occupé jusqu'ici par une pépinière baptisée « tenue de Miséricorde ». La voie est percée la même année, tandis que trois bassins de décantation et de filtration à ciel ouvert sont édifiés sur le côté nord de celle-ci. Hauts de 4,2 m, ces bassins sont à moitié enterrés et totalisent une capacité de 6 000 m3 d'eau. Un réservoir couvert d’eau filtrée d'une capacité de 800 m3 complète le dispositif.
Baptisée « rue du Service-d'eau » lors de sa création en 1855, la voie prend son nom actuel en 1874. 
En 1874, un château d’eau de 50 m3 (cuve métallique sur d’élégants piliers maçonnés) est construit à une hauteur de 17 m au dessus du réservoir carré d’Auvours, afin d'alimenter les quartiers hauts des faubourgs.
En 1880, la rue est élargie et ces travaux provoquent l'émoi de la famille de Charette de La Contrie qui souhaitait réserver un emplacement afin d'élever un monument commémoratif à la mémoire de leur ancêtre François Athanase Charette de La Contrie, chef de l'Armée catholique et royale du Bas-Poitou et du Pays de Retz durant la guerre de Vendée, présumé fusillé à cet endroit sur la place par les soldats républicains, le 29 mars 1796. Finalement le monument est dressé à une cinquantaine de mètres de là, à l'angle de la rue Félibien.
Le réseau d'assainissement mis en place se révèle insuffisant dès 1880. Des problèmes d'insalubrité de l’eau et de fuites alimentent en permanence de profonds litiges entre la ville et la CGE. En 1895, le maire Alfred Riom, décide finalement d'abréger de 20 ans la concession accordé à la compagnie à la suite d’une énième épidémie de choléra, et obtient la création du « Service des Eaux » municipal qui entre en service le 1er juin de la même année. La ville se porte acquéreur des 4 126 m2 attenants au réservoirs que détenait la CGE.
Les installations d'Auvours s’avèrent bien trop petites en volume et la municipalité nantaise décide la construction de réservoirs plus vaste sur le territoire de la commune voisine de Chantenay-sur-Loire (qui est annexée en 1908) à la Contrie. Les réservoirs sont alors désaffectés en avril 1904 et, dix-huit mois plus tard, le conseil municipal vote un crédit de 120 000 F pour regrouper sur le site d’Auvours tous les bureaux du service des eaux dispersés dans Nantes et déménager la station de pompage située alors sur le quai Richebourg (actuelle allée Commandant-Charcot) à partir de laquelle était prélevée l'eau de Loire.
Afin d'accueillir les services administratifs de la régie des eaux, on construit dès 1908, un vaste bâtiment de quatre étages en briques et tuffeau, appelé communément le « château », conçu en interne par le dessinateur du service, sous l'autorité de l'ingénieur en chef Michel qui signe le projet définitif du bâtiment administratif. Les sculptures de la façade sont l'œuvre du nantais Georges Perraud. L'édifice achevé deux ans plus tard, est aménagé au fil des ans et est agrandi en 1965. Les services de la direction, de la gestion, du comptage et des études de la régie y restent durant 84 ans, avant de déménager boulevard de Seattle.
En 1926, les ateliers de la régie sont installés dans des bâtiments édifiés deux ans auparavant. Ils comprennent des ateliers d'ajustage, d'usinage, de charronnage, de serrurerie, de chaudronnerie, ainsi qu'une forge et un magasin. En 1928, on y ajoute une fonderie dans laquelle sont coulées des pièces de bronze (principalement des robinets d’arrêts), et de fonte grise (bouches à clé, brides, regards, etc.).
Après le départ des services administratifs en 1987, le site change peu à peu de destination. Le « château » abrite un « Centre multiservices » de la Mairie de Nantes, puis une maison des associations. Désertés en 1987, les ateliers sont occupés pendants quelques années par des sans-logis. Puis en 1993, une antenne du service voirie de Nantes s'y installe, rejointe, en 2002, par un entrepôt du Service des Espaces Verts et de l’Environnement de la ville (SEVE).
En 2013, la ville vend le terrain au promoteur Kaufman & Broad. Celui-ci décide d'y construire 90 logements et un espace vert en cœur d'îlot. La mini-déchetterie qui s'y trouve sera conservée, tout comme le « château » qui sera rénové, mais dont la destination n'avait alors pas été décidée.
En préalable aux travaux de construction, des fouilles archéologiques ont été menées, de janvier à avril 2015. Ces fouilles ont mis au jour près de 200 sépultures du Haut-Empire et confirme la présence d'une nécropole antique de première importance au pourtour de Condevicnum (Nantes). Cet espace funéraire fut utilisé du début du Ier à la fin du IIIe siècle de notre ère,,. Comme c'était d'usage à l'époque, la grande majorité des sépultures sont des crémations. Une dizaine d'inhumation a cependant été mise au jour, montrant la diversité de traitement des morts à cette époque.
Fin 2015, la société nantaise Qualytim, spécialisée dans la promotion et la rénovation de bâtiments anciens, se porte acquéreur du « château » qu'elle souhaite transformer en une résidence composée de sept logements et de bureaux. Ce projet baptisé « Hôtel Viarme » doit être livré au 1er trimestre 2017.